# Thelypodiopsis vaseyi
Thelypodiopsis vaseyi là một loài thực vật có hoa trong họ Cải. Loài này được (S. Watson ex B.L. Rob.) Rollins miêu tả khoa học đầu tiên năm 1976.